# Psí vojáci
Psí vojáci (deutsch: Hundesoldaten) ist eine tschechische Band, die im Jahr 1979 von den damals nur 13 Jahre alten Schulkollegen Filip Topol, David Skála und Jan Hazuka gegründet wurde. In den 1980er Jahren durfte die Gruppe zeitweise nicht auftreten und wirkte unter dem Namen P.V.O. (Psí vojáci osobně – Hundesoldaten persönlich). 2011 wurde die Band aufgelöst. Sie erlebte 2012 bis zum Tode Topols 2013 ein kurzes Comeback. Der Bandname bezieht sich auf die Indianerkrieger mit dem Namen Hundesoldaten aus dem Roman Little Big Man des amerikanischen Schriftstellers Thomas Berger.

## Diskografie

### Studioalben
- 1989: P.V.O. (Rock debut 6) (Panton)
- 1991: Nalej čistého vína, pokrytče (Globus)
- 1991: Leitmotiv (Globus)
- 1993: Baroko v Čechách (Black Point)
- 1994: Sestra (Indies)
- 1995: Brutální lyrika (Indies)
- 1996: Národ Psích vojáků (Indies)
- 1997: Hořící holubi (Indies)
- 1999: Myši v poli a jiné příběhy (Indies)
- 2000: Studio 1983–1985 (Black Point)
- 2001: U sousedů vyje pes (Indies)
- 2002: Slečna Kristýna (Indies)
- 2003: Těžko říct (Indies)

### Livealben
- 1991: 1979/80 Live (Black Point)
- 1993: Live I (Gang)
- 1993: Live II (Gang)
- 1997: Mučivé vzpomínky (Skladby z let 1987-1989) (Black Point)
- 2002: Live I & II (Black Point)

### Singles
- 1994: Žiletky (Maga Propagace)